# Mine chimique M23

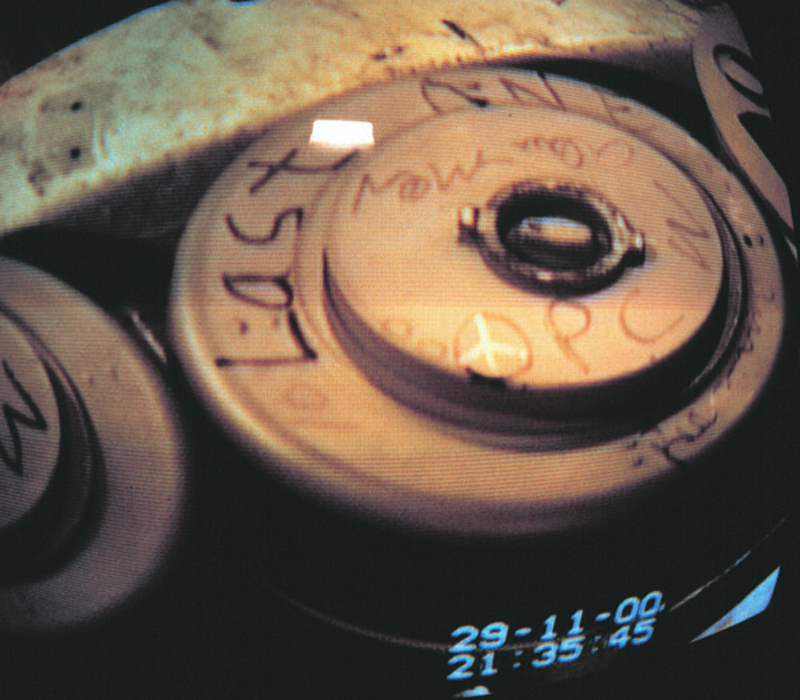
Image d’une vidéo montrant une mine M23 remplie de VX.

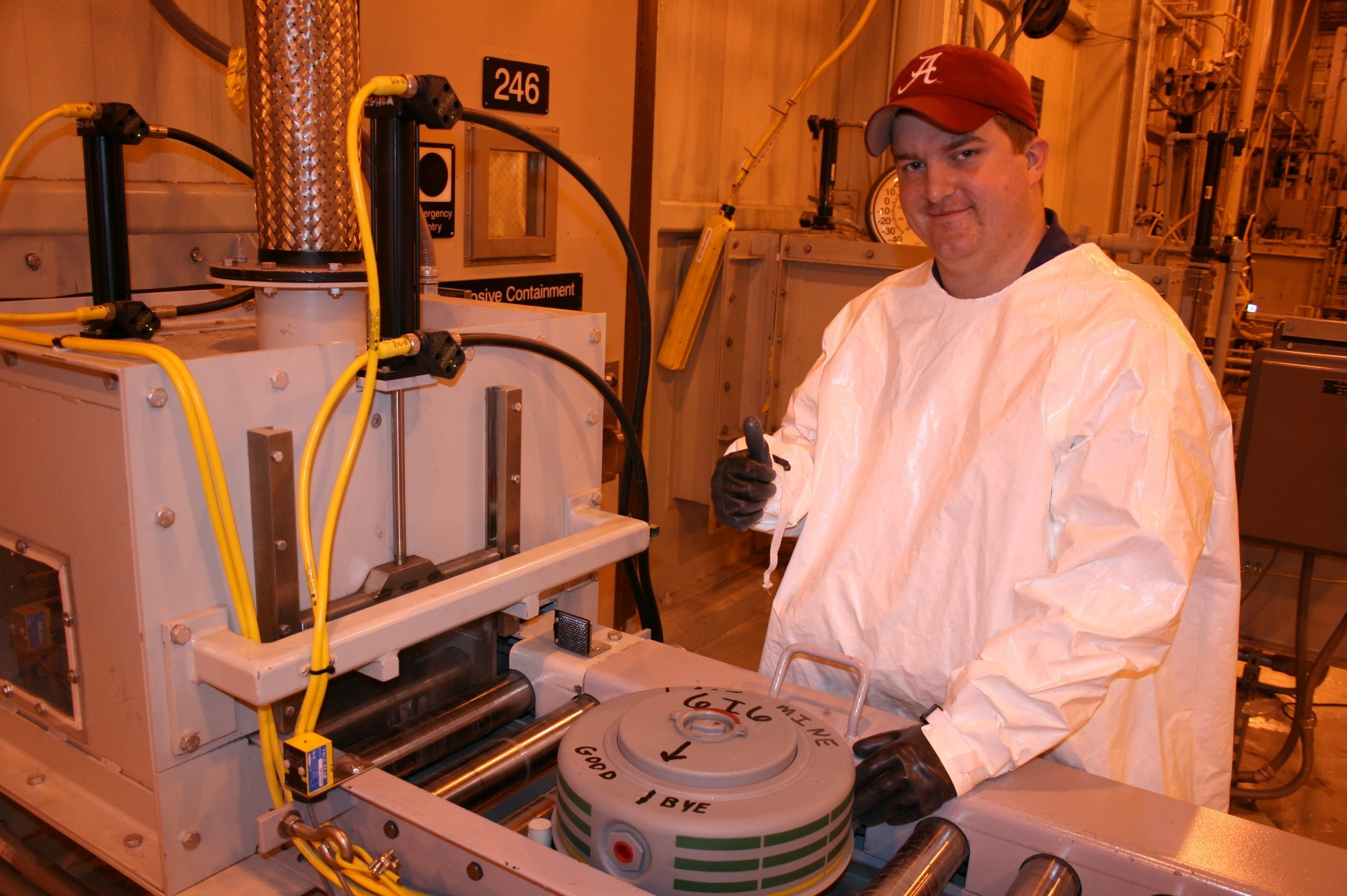
Destruction de la dernière mine M23 sur le site de l’ANCDF.

La mine chimique M23 est une mine terrestre chimique des États-Unis, à enveloppe en acier. La mine a été utilisée à la fin des années 1950 et au début des années 1960, et environ 100 000 unités ont été produites. Les États-Unis ont achevé la destruction de leurs stocks au dépôt d'armes chimiques d'Umatilla en 2008 et au système d’élimination des agents chimiques de l’atoll Johnston en 2000,.

## Description
Son apparence est globalement similaire à la mine antichar M15, avec l’ajout de quatre paires de petites crêtes le long de la surface supérieure. La mine dispose de deux puits de fusées secondaires en plus du puits de fusée primaire. Elle peut être réglée pour fonctionner en anti-véhicules ou anti-personnel. Elle est normalement équipée d’une fusée M603 ou M608. Lors de son activation, la charge d’éclatement brise un boîtier en acier mince, chauffant et pulvérisant l’agent neurotoxique VX pour former un aérosol.

## Spécifications
- Diamètre : 0,33 m
- Hauteur : 0,13 m
- Poids sans fusée : 10,3 kg
- Contenu: 4,8 kg d’agent neurotoxique VX et 0,37 kilogramme de composition B4 pour la charge d’éclatement.